# Zhu Derun

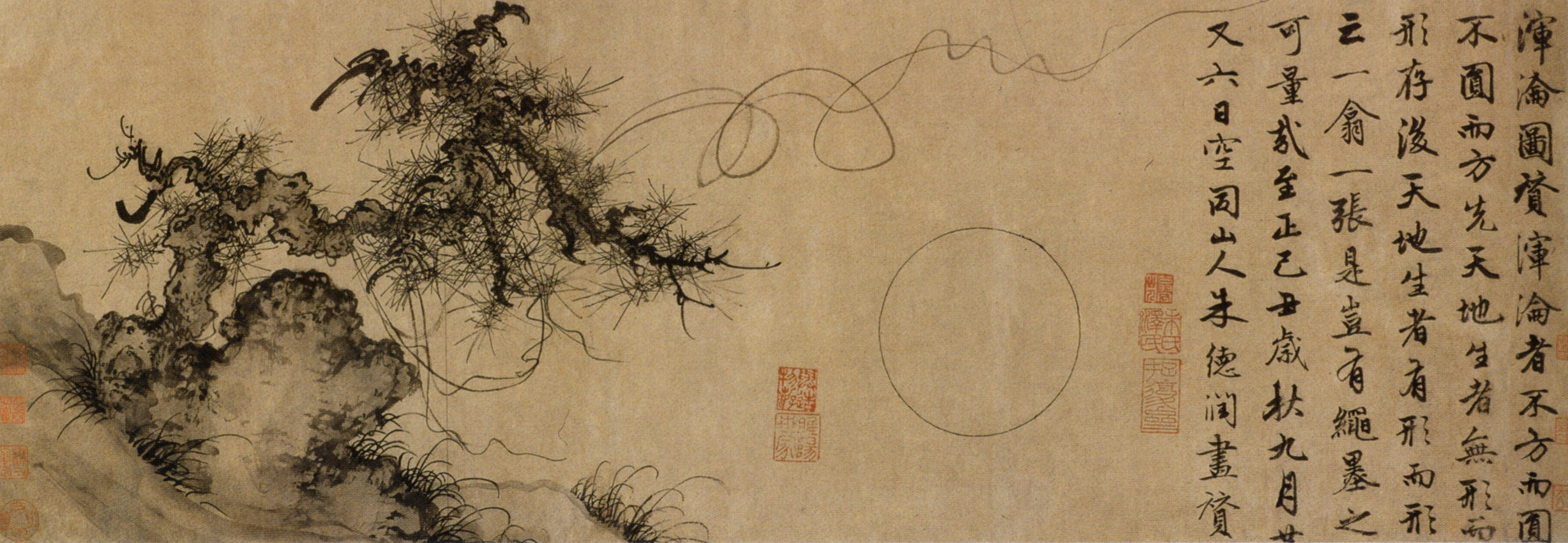
Zhu Derun, 1349.Hundun tu (Chaos primordial). Rouleau horizontal, encre sur papier, 29.7 x 86.2 cm. Musée de Shanghai.

Zhu Derun ou Chu Tê-Jun ou Tchou Tö-Jouen, surnom : Zemin. Peintre chinois du XIVe siècle, originaire de Suiyang, province du Jiangsu. Né en 1294, il décède en 1365.

## Les Grands Artistes de Wu
L'École de Wu tire son nom de l'ancienne appellation de Suzhou, ville du delta du fleuve Bleu célèbre pour la beauté de ses paysages et de sa culture hautement raffinée, où les artistes lettrés prospèrent à la dynastie des Ming. Vers la fin des Yuan, Suzhou est fréquenté par de nombreux artistes, dont Ni Zan et Wang Meng. Zhu Derun, natif de la ville, y vit en reclus pendant trente ans. Ces trois artistes répandent ensemble la semence de la peinture lettrée

## Biographie
Peintre de figures, de paysages et dessinateur, Zhu Derun est actif à Kunshan (province du Jiangsu). Haut fonctionnaire et peintre de paysage dans le style de Guo Xi, il est influencé par Zhao Mengfu, grâce auquel d'ailleurs, il devient directeur des études confucéennes du gouvernement général de Mandchourie, on conserve peu d'œuvres de sa main en tant que peintre de figures.

## Style d'école
Pendant des siècles, la tradition dominante du paysage dans le Nord de la Chine est celle de l'École dite Li-Guo, inaugurée par Li Cheng au dixième siècle et développée entre autres par Guo Xi au onzième. Zhao Mengfu et d'autres paysagistes de la dynastie des Yuan, , qui pratiquent ce style, le revigorent plus qu'ils ne le ressuscitent, car il est perpétué par des maîtres conservateurs de moindre importance sous les Dynasties Jin. Les artistes de cette école représentent les larges vallées fluviales à la végétation éparse de leur région, avec des montagnes auxquelles l'érosion confèrent d'étranges formes, et des massifs d'arbres dénudés ou de conifères. Les peintures des premières périodes de cette école expriment une froide grandeur et le sentiment austère de la lutte des espèces vivantes pour survivre dans ces rudes conditions.
Zhu Derun, l'un des protégés de Zhao Mengfu, peint ses paysages à la manière de Li-Guo. Comme les autres, il vient du Sud et sert au Nord. Durant un temps, sur les recommandations de Zhao, il occupe un poste à l'Académie Hanlin, au titre d'historien, et enseigne par la suite les disciplines confucéennes en Mandchourie. À l'issue d'une retraite de presque trente ans à Suzhou, il réapparait en 1352, durant la tourmente de la fin des Yuan, comme conseiller militaire d'un gouverneur provincial. Comme celles de Tang Di, ses peintures présentent un éventail relativement restreint de motifs, qui se répètent de l'une à l'autre.

## Une œuvre racontée
Une peinture qui à la fois confirme et dément cette remarque est le petit rouleau portatif que Zhu Derun peint en 1349, intitulé Hundun tu, ou Chaos primordial. Le hundun se rapporte à la grande matière indifférenciée à partir de laquelle est formé le cosmos, et l'intention philosophique de l'œuvre est posée dans l'inscription de Zhu, laquelle prend la forme d'un bref essai sur ce concept cosmologique taoïste. Le hundun, écrit-il, n'est pas carré mais rond, pas rond mais carré. Avant l'apparition du ciel et de la terre, il n'y a pas de formes et cependant les formes existent ; après l'apparition du ciel et de la terre, les formes exixtent, mais leur dilatation et leur contraction constantes, ou leur resserrement et leur déploiement, les placent au-delà de toute mesure.
En accord avec ce thème, l'œuvre est en partie un tableau, en partie un diagramme cosmique. Les objets y représentent, entre autres choses, les étapes de la transformation, ou les degrés de la croissance et du déclin : très lents dans la terre et les rochers, un peu plus rapides dans les pins, encore plus fulgurants dans les lianes « déployées », agitées par le vent. On peut être tenté de lire le cercle sur la droite comme un autre symbole de changement, la lune inconstante, ou son reflet dans l'eau, mais il est trop grand et trop abstrait pour encourager cette lecture et doit d'une certaine façon représenter le circulaire hundun lui-même.
On remarque que cette peinture est réalisée au vingt-sixième jour du mois lunaire, alors que la lune est décroissante et non pleine. Un examen rigoureux révèle que le cercle est tracé avec une sorte de compas, auquel le pinceau est peut-être fixé par une ficelle ;  il n'est certainement pas dessiné à main levée. Le dessin des lianes tourbillonnantes semble aussi s'être affranchi de la représentation pour entrer dans le domaine de l'abstraction et du diagramme. On peut également voir, dans le rendu des berges, des rochers, des pins et de l'herbe, un abandon aux impulsions du pinceau plutôt qu'une attention à la définition des formes ; on les retrouve presque exactement, seulement inversées par un effet de miroir, dans un autre court rouleau portatif de Zhu conservé au Musée du palais impérial de Beijing, où la simple addition d'un bateau chargé de personnages et d'amples traits représentant de lointaines montagnes en fait des éléments d'une vaste scène fluviale.
Prétendre, en généralisant à partir de cette œuvre et de quelques autres, que la peinture Yuan dans son ensemble revêt le caractère de la calligraphie est une erreur ; mais il est vrai qu'une interprétation « calligraphique » des formes, plus écrites que peintes, est devenue une alternative pour les artistes, qui peuvent l'utiliser dans les œuvres souvent plus intellectuelles et philosophiques que picturales, comme celles de Zhu Derun. Vers la fin des Yuan, la manière Li-Guo est moins pratiquée comme un style distinct que comme une composante d'un assemblage plus ou moins éclectique d'éléments empruntés à diverses traditions paysagères anciennes.

## Musées
- Shanghai :
  - Hundun tu (Chaos primordial), rouleau portatif, encre sur papier, 1349. 29,7x86,2 centimètres.
- Taipei : (Nat. Palace Mus.) :
  - Musique sous les arbres, encre et couleurs légères sur soie, deux rouleaux verticaux.
  - Nuages sur la cascade dans les monts recouverts de pins, encre sur papier.